# Yoshinori Yamaguchi
Yoshinori Yamaguchi (japanisch 山口 祥義 Yamaguchi Yoshinori; * 1. Juli 1965 in Saitama, geburtsregistriert in Shiroishi, Kishima, Saga) ist ein japanischer Politiker und seit 2015 Gouverneur von Saga.
Yamaguchi, der Sohn eines damals in Saitama stationierten Angehörigen der Luftverteidigungskräfte aus Saga, studierte an der rechtswissenschaftlichen Fakultät der Universität Tokio und wurde anschließend Beamter im damaligen Ministerium für Selbstverwaltung, das 2001 im Ministerium für allgemeine Angelegenheiten aufging. Für das Ministerium war er zeitweise unter anderem in den Präfekturverwaltungen von Akita, Tottori und Nagasaki sowie in der nationalen Katastrophenschutzbehörde und dem Kabinettssekretariat tätig. Ab 2011 lehrte er parallel am Graduiertenkolleg (daigakuin) der Universität Tokio. 2013 wurde er ins allgemeine JTB-Forschungsinstitut (JTB sōgō kenkyūjo) entsandt, 2014 in das Organisationskomitee der Rugby-WM 2019. Ende 2014 beendete Yamaguchi seine Beamtenkarriere für den Wechsel in die aktive Politik, nachdem Yasushi Furukawa für einen geplanten Wechsel ins Nationalparlament seinen Rücktritt als Gouverneur von Saga angekündigt hatte.
Bei der resultierenden Gouverneurswahl im Januar 2015 kandidierte Yamaguchi ohne Parteienunterstützung, während die Nationalregierungsparteien LDP und Kōmeitō die Kandidatur des ehemaligen Bürgermeisters der Stadt Takeo, Keisuke Hiwatashi, unterstützten. Mit 49,9 % der Stimmen setzte Yamaguchi sich gegen Hiwatashi (39,2 %) und zwei weitere Kandidaten durch. Bei den Wahlen 2018 und 2022 – jeweils an den Anfang der gesetzlichen Fristen in den Dezember vorgezogen, um eine Wahlkampfperiode über Neujahr zu vermeiden – wurde er gegen jeweils nur einen, kommunistischen Kandidaten mit großen Mehrheiten für zwei weitere Amtszeiten wiedergewählt.